# Himari Satō
Himari Sato (japanisch 佐藤 久真莉 Sato Himari; * 10. April 2002 in Saitama) ist eine japanische Tennisspielerin.

## Karriere
Sato spielt vor allem auf Turnieren der ITF Women’s World Tennis Tour, bei denen sie bislang einen Titel im Doppel gewonnen hat.
2016 erhielt sie als 14-Jährige erstmals eine Wildcard für ein Turnier der WTA Tour, afür die Qualifikation zum Hauptfeld im Dameneinzel der Hashimoto Sogyo Japan Women’s Open Tennis. Sie verlor ihr Debütmatch gegen Shūko Aoyama mit 5:7 und 4:6.
2017 startete sie bei den Australian Open, ihrem ersten Grand-Slam-Turnier. Im Juniorinneneinzel traf sie in der ersten Runde auf die topgesetzte und spätere Finalistin Rebeka Masarova, der sie mit 2:6 und 5:7 unterlag. Im Juniorinnendoppel verlor sie mit Partnerin Zoë Kruger ebenfalls bereits das Erstrundenmatch gegen Chen Pei-hsuan und Naho Satō mit 4:6 und 1:6. Im September erhielt sie abermals eine Wildcard für die Qualifikation zu den Japan Women’s Open Tennis, ihrem zweiten WTA-Turnier. Sie verlor in der ersten Runde gegen Jang Su-jeong mit 1:6 und 2:6. Im November erhielt sie eine Wildcard für das Hauptfeld der mit 100.000 US-Dollar dotierten Ando Securities Open Tokyo, die sie mit einer 2:6 und 3:6 Erstrunden-Niederlage gegen Mei Yamaguchi aber nicht nutzen konnte.
2018 erreichte sie bei den Australian Open im Juniorinneneinzel die zweite Runde, im Juniorinnendoppel schied sie an der Seite von Partnerin Joanna Garland bereits in der ersten Runde aus. Bei den French Open schied sie in der ersten Runde gegen Andreea Prisăcariu mit 1:6 und 2:6 aus. Im Juniorinnendoppel verlor sie an der Seite von Partnerin Andreea Prisăcariu ebenfalls bereits in der ersten Runde. Bei den US Open erreichte sie als Qualifikantin das Hauptfeld des Juniorinneneinzel, wo sie mit einem 6:3 und 6:3-Sieg über Eléonora Molinaro die zweite Runde erreichte, dort aber dann gegen Violet Apisah mit 4:6 und 3:6 verlor. Im Juniorinnendoppel erreichte sie mit Partnerin Zheng Qinwen das Viertelfinale.
2019 startete sie bei den Australian Open, wo sie im Juniorinneneinzel nach einem 6:2- und 7:5-Erfolg gegen die spätere US-Open-Gewinnerin Emma Raducanu die zweite Runde erreichte. Dort scheiterte sie aber dann gegen Emma Navarro mit 1:6 und 3:6. Im Juli stand sie im Finale de Dameneinzels beim mit 15.000 US-Dollar dotierten Turnier von Hua Hin, wo sie Lou Brouleau mit 4:6 und 3:6 unterlag. Im August stand sie auch zusammen mit ihrer Partnerin Pia Lovrič im Doppelfinale des ebenfalls mit 15.000 US-Dollar dotierten Turniers in Olmütz, wo die beiden das Finale gegen Klára Hájková und Aneta Laboutková mit 4:6, 6:2 und [4:10] verloren. Ihr drittes Turnier auf der WTA Tour spielte sie im September, als sie eine Wildcard für die Qualifikation zu den Hana-cupid Japan Women’s Open erhielt. Sie verlor aber bereits ihr Auftaktmatch gegen Mayo Hibi mit 1:6 und 2:6.
Im Januar 2020 qualifizierte sie sich für das Hauptfeld der mit 60.000 US-Dollar dotierten Caterpillar Burnie International, wo sie in der ersten Runde des Hauptfelds gegen Amber Marshall mit 3:6 und 2:6 verlor, die sich ebenfalls über die Qualifikation ins Hauptfeld spielte.
2021 stand Himari Sato im Juni mit Partnerin Lulu Sun Doppelfinale von Palma del Río, das die beiden gegen Eri Hozumi und Valeria Savinykh mit 6:76 und 3:6 verloren. Im September gelang ihr dann mit Partnerin Yasmine Mansouri nochmals in Monastir der Einzug in ein Doppelfinale, wo die beiden gegen Ma Yexin und Ekaterina Reyngold mit 2:6 und 2:6 verloren.
2022 erreichte Himari Sato das Viertelfinale des mit 25.000 US-Dollar dotierten ITF-Turniers in Yokohama, sowie im Januar 2023 das Achtelfinale des mit 40.000 US-Dollar dotierten ITF-Turniers in Monastir.
Ihr Debüt in der japanischen Fed-Cup-Mannschaft gab sie 2021, wo sie im April in der Begegnung gegen die Ukrainische Fed-Cup-Mannschaft im Doppel zum Einsatz kam, das sie an der Seite von Shiho Akita verlor.

## Turniererfolge

### Doppel
| Nr. | Datum          | Turnier | Kategorie | Belag     | Partnerin   | Finalgegnerin               | Ergebnis |
| --- | -------------- | ------- | --------- | --------- | ----------- | --------------------------- | -------- |
| 1.  | 5. August 2023 | Sapporo | ITF W15   | Hartplatz | Mao Mushika | Back Da-yeon Jeong Bo-young | 6:3, 6:4 |